# Janusz Michallik
Janusz Michallik, né le 22 avril 1966 à Chorzów en Pologne, est un ancien joueur international américain d'origine polonaise de soccer ayant évolué au poste de défenseur.

## Biographie

### Carrière en sélection
Avec l'équipe des États-Unis, il joue 44 matchs (pour un but inscrit) entre 1991 et 1994. Il figure notamment dans le groupe des sélectionnés lors de la Gold Cup de 1991.
Il participe également à la Coupe des confédérations de 1992.

## Palmarès
États-Unis
- Gold Cup (1) :
  - Vainqueur : 1991.